# TPG-1
TPG-1은 2000년 오스트리아에서 개발한 저격소총이다.